# Rose Tattoo (Album)
Rose Tattoo ist das Debütalbum der australischen Hard-Rock-Band Rose Tattoo. es erschien zunächst 1978 über Albert Productions in Australien, wurde dann aber für den europäischen und US-amerikanischen Markt lizenziert und unter dem Titel Rock ’n’ Roll Outlaw 1980 erneut veröffentlicht.

## Entstehungsgeschichte
Rose Tattoo hatte sich bereits 1975 gegründet und diverse Auftritte in Sydney absolviert. Die Band wurde 1978 von den Produzenten George Young und Harry Vanda entdeckt und in die Albert Studios in Sydney eingeladen, wo sie das erste Album weitestgehend live einspielten. Das Album wurde zunächst nur in Australien veröffentlicht, weil Albert Productions keinen Vertriebsdeal hatte. In Australien erwarb sich die Band im Anschluss ein kontroverses Image als Outlaws und Rowdys, unter anderem durch ihre energetischen Auftritte, bei denen der Sänger Angry Anderson häufig kollabierte und von der Bühne transportiert werden musste. Zudem wählte die Band kontroverse Auftrittsorte, unter anderem Gefängnisse. Der Durchbruch im Heimatland kam über die Singleauskopplung Bad Boy for Love, die 1978 erschien.
Im Januar 1981 erschien das Debütalbum über Carrere Records in Frankreich, wo 50.000 Einheiten abgesetzt werden konnten. Im April des gleichen Jahres folgte die Veröffentlichung im Vereinigten Königreich unter dem Titel Rock ’n’ Roll Outlaw (der erste Titel der A-Seite). Über Auftritte im Vorprogramm von Rainbow wurde die Band in Großbritannien bekannt und mit der fast zeitgleichen Veröffentlichung des Nachfolgers Assault & Battery gelang der Band auch im Vereinigten Königreich der Durchbruch.

## Titelliste
Alle Lieder wurden von Anderson/Cooks/Leech/Royal/Wells geschrieben

### A-Seite
1. Rock ’n’ Roll Outlaw – 3:18
2. Nice Boys – 2:50
3. The Butcher and Fast Eddy – 6:30
4. One of the Boys – 3:08
5. Remedy – 3:00

### B-Seite
1. Bad Boy for Love – 3:00
2. T.V. – 1:57
3. Stuck on You – 3:55
4. Tramp – 2:35
5. Astra Wally – 5:55

Manche späteren Veröffentlichungen enthalten zusätzlich das Lied Snow Queen, eine Single-B-Seite aus dem Jahr 1977.

### Wiederveröffentlichung 2008
2008 veröffentlichte das britische Label Repertoire Records eine remasterte Version des Albums im Digipak mit folgenden Bonusliedern:
1. Snow Queen – 4:21
2. Rock ’n’ Roll Outlaw (Live) – 3:34
3. Bad Boy for Love (Live) – 5:39
4. Rock ’n’ Roll Is King (Live) – 4:26
5. Suicide City (Live) – 5:18

## Musikstil
Rose Tattoos Debütalbum war für die Musikpresse schwer zu kategorisieren, verband es doch musikalische Elemente des Punk mit frühem Heavy Metal, aber auch mit musikalischen Merkmalen des Rock ’n’ Roll.

## Singleauskopplungen
Ausgekoppelt wurde die Single Bad Boy for Love mit der B-Seite Snow Queen sowie  Rock ’N’ Roll Outlaw mit der B-Seite Remedy. Es folgte im Oktober 1978 One of the Boys mit T.V.

## Songinfos
Nice Boys, auch bekannt als Nice Boys (Don’t Play Rock ’n’ Roll) ist das wohl bekannteste Lied von Rose Tattoo. Es wurde mehrfach gecovert, unter anderem 1989 von Guns N’ Roses auf G N’ R Lies.
Rose Tatto begannen jahrelang ihr Set mit One of the Boys und beendeten es mit Astra Wally.
The Butcher & Fast Eddy behandelt einen Bandenkrieg, der sich tatsächlich in Melbourne zugetragen hat.
Den Song Rock ’n’ Roll Outlaw veröffentlichte Helen Schneider 1981 in Deutschland auf dem Album Schneider With The Kick als Cover-Version Rock ’n’ Roll Gypsy und war damit sehr erfolgreich.